# تشارلز كاستيس هاريسون
تشارلز كاستيس هاريسون (بالإنجليزية: Charles Custis Harrison) هو أستاذ جامعي أمريكي، ولد في 3 مايو 1844 في فيلادلفيا في الولايات المتحدة، وتوفي بنفس المكان في 12 فبراير 1929.